# Chiesa di San Martino (Varese)

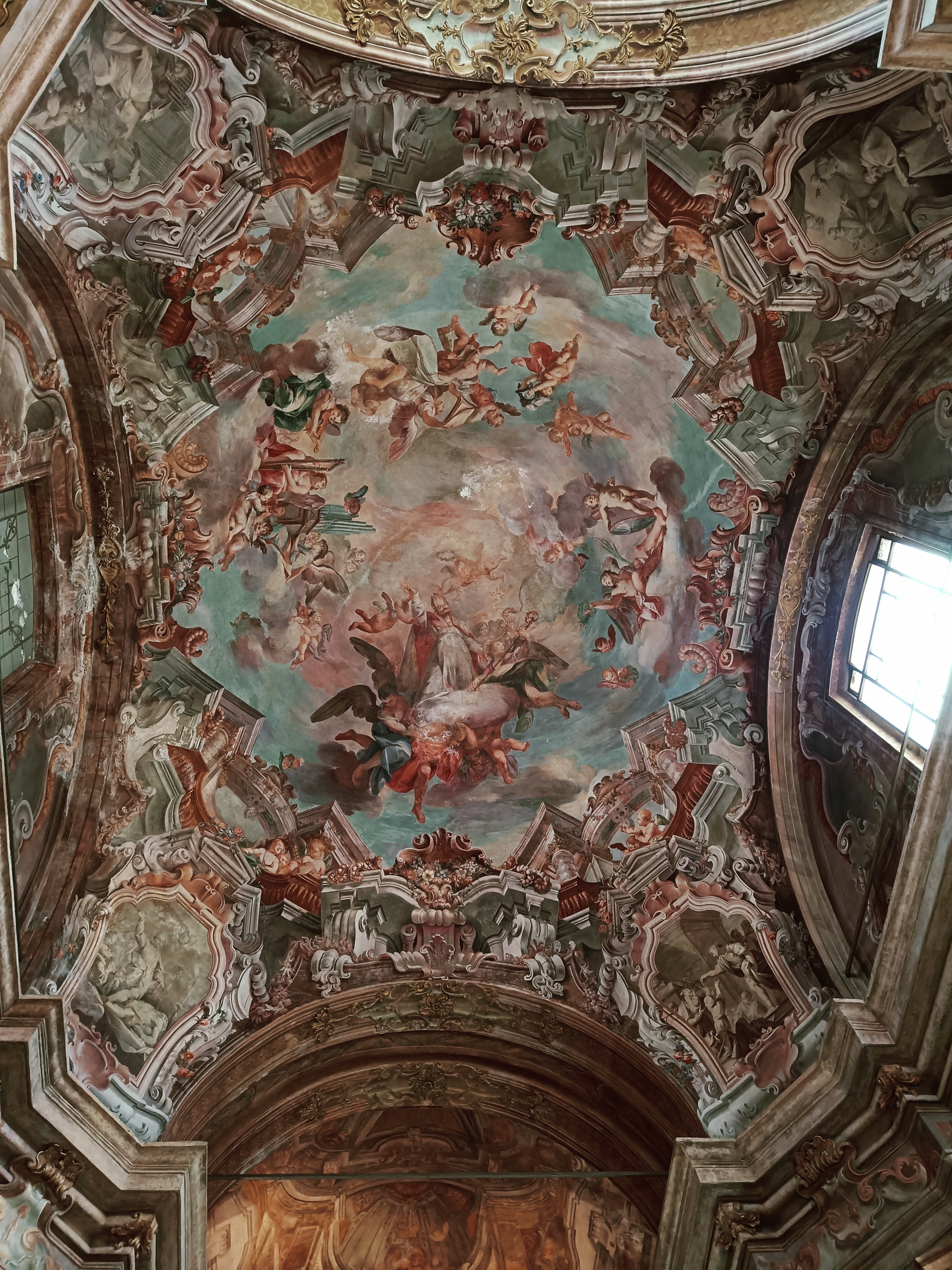
Pietro Antonio Magatti, Gloria di San Martino

La chiesa di san Martino è una chiesa cattolica situata a Varese, in Lombardia, edificata quale parte di un monastero femminile di monache Umiliate dedicato a san Martino già attestato nel XIII secolo, oggi scomparso.

## Storia
La primitiva chiesa era decorata all'esterno con archetti in cotto (di cui rimangono tracce su via Dandolo) e con due affreschi, San Martino e San Cristoforo, ora scomparsi.
Alla fine del Cinquecento, a seguito della visita pastorale dell'arcivescovo Carlo Borromeo, la chiesa e il convento furono ingranditi; in particolare, fu costruito dietro la chiesa, separato da una grata, un piccolo oratorio da cui le suore potessero assistere alla messa senza violare la clausura, ora distrutto.
Nel corso dei secoli successivi, divenne il monastero femminile più importante della città, ove si trovavano le figlie delle famiglie più importanti della città. Nel 1774 il convento ospitava 58 sorelle.
Fu soppresso durante la Repubblica Cisalpina, nel 1798. Il complesso conventuale fu venduto al conte Vincenzo Dandolo che, vi fece costruire da Leopoldo Pollak nel 1810 Villa Dandolo, oggi Villa Selene. Parte del terreno fu donato al comune per l'apertura dell'attuale via Dandolo. Gli edifici conventuali furono infine demoliti.
Fu riaperta al culto a metà dell'Ottocento.
Durante i restauri novecenteschi la balaustra che separava l'aula dal presbiterio fu tolta e riutilizzata come base per la mensa d'altare, e fu tolta dal pavimento la lastra tombale della famiglia Orrigoni che aveva il patronato sulla chiesa.

## Decorazione
All'esterno, la semplice facciata a capanna presenta un portale in pietra grigia. in cima alle lesene che lo incorniciano, è scolpito lo stemma della famiglia "di rosso alla pianta di quercia d'oro, sradicata e fruttata d'oro" dell'antica famiglia varesina degli Orrigoni che aveva il patronato sulla chiesa.
La decorazione interna di inizio Settecento è un importante esempio del gusto barocchetto lombardo, a cui lavorarono i principali artisti varesini del tempo, ricordata dalla scritta sulla controfacciata, sopra il portale di ingresso "Christum Martinus utrumque virgines sponsae spolio suo exornarunt - 1723".   I quadraturisti Giacomo e Antonio Francesco Giovannini affrescarono le architetture illusionistiche come quella dipinta sulla volta del presbiterio; Giovanni Antonio Speroni realizzò gli stucchi; Il varesino Pietro Antonio Magatti dipinse la volta con la Gloria di San Martino, la cappella della monache (ora distrutta); quattro angeli nel presbiterio, nei pennacchi della volta quattro monocromi con scene della vita di San Martino (S.Martino soldato fa l'elemosina ai poveri; S.Martino resuscita un morto; S.Martino vescovo abbatte gli idoli; S.Martino prega i Santi Pietro e Paolo). Francesco Maria Bianchi dipinse i quadroni sui lati della navata con il Martirio di San Bartolomeo e il Martirio di San Lorenzo.